# Aimé Le Blanc
Pour les articles homonymes, voir Le Blanc.
Ne doit pas être confondu avec Aimé Blanc ou Lucien Aimé-Blanc.
Aimé Le Blanc est un prêtre et député français né le 5 novembre 1813 à Lorient (Morbihan) et décédé le 4 février 1851 à Auray (Morbihan).

## Biographie
Prêtre, il est professeur de rhétorique et prédicateur réputé. Il est député du Morbihan de 1848 à 1849, siégeant à droite avec les monarchistes légitimistes.

## Sources
- « Aimé Le Blanc », dans Adolphe Robert et Gaston Cougny, Dictionnaire des parlementaires français, Edgar Bourloton, 1889-1891 [détail de l’édition]
- Sa fiche sur le site de l'Assemblée nationale